# Tạ Duy Anh
Tạ Duy Anh (sinh năm 1959) là một nhà văn Việt Nam.

## Tiểu sử
Nguyên tên khai sinh của ông là Tạ Viết Đãng, sinh ngày 9 tháng 9 năm 1959. Quê ông ở thôn Cổ Hiền, xã Hoàng Diệu, huyện Chương Mỹ, Hà Tây (nay thuộc Hà Nội).
Ông từng làm cán bộ giám sát chất lượng bê tông ở Nhà máy thủy điện Hòa Bình, trung sĩ bộ binh ở Lào Cai. Sau đó Tạ Duy Anh tham gia học ở Trường viết văn Nguyễn Du. Trải qua 5 năm học, ông đỗ đầu và được giữ lại làm giảng viên. Là cây bút trẻ trong thời kì đổi mới. Hiện ông là biên tập viên tại Nhà xuất bản Hội Nhà văn. Tạ Duy Anh trở thành hội viên Hội Nhà văn Việt Nam từ năm 1993. 

## Tác phẩm tiêu biểu
- Vó ngựa trở về
- Hiệp sĩ áo giấy
- Bức tranh của em gái tôi
- Bố cục hoàn hảo.
- Ngày hội cuối cùng.
- Quả trứng vàng.
- Ba đào ký.
- Truyện ngắn chọn lọc Tạ Duy Anh.
- Đi tìm nhân vật (tiểu thuyết): Từng được cấp giấy phép xuất bản năm 2002 của Nhà xuất bản Văn hóa Dân tộc, nhưng sau đó vừa ra đã bị cấm phát hành vì bị nhiều ý kiến phê phán thái độ tiếp cận, mô tả đời sống xã hội của tác giả. Bây giờ, trong không khí đổi mới của 15 năm sau, cuốn sách lại được tái bản trở lại.[1]
- Ác quỷ sám hối (tiểu thuyết).
- Những truyện không phải trong mơ (truyện vừa).
- Bức tranh của em gái tôi (truyện ngắn).
- Dưới bàn tay vô hình (tự truyện).
- Con dế ma (bao gồm truyện ngắn nổi tiếng "BỨC TRANH CỦA EM GÁI TÔI")
- Bước qua lời nguyền rủa (tiểu thuyết).
- Xưa kia chị đẹp nhất làng.
- Đối thủ đòi cọp.
- Củ Luộc (truyện ngắn). Bẫy Cò (truyện ngắn).

### Sách đã được phát hành sau khi một thời gian cấm phát hành
- Mối chúa (2018) do Nhà xuất bản Hội Nhà Văn liên kết cùng Công ty Văn hóa và truyền thông Nhã Nam xuất bản. Theo Cục Xuất bản, in và phát hành (Bộ Thông tin - truyền thông): "Nội dung cuốn sách phản ánh những vấn đề nổi cộm trong xã hội hiện nay. Qua đó, tác giả đã vạch trần những tiêu cực và bất công trong xã hội. Tuy nhiên, phần lớn các nhân vật trong tác phẩm từ thấp đến cao đều đen tối, vô vọng, đau đớn[2]

## Giải thưởng
- Giải nhất truyện ngắn nông thôn báo Văn nghệ, báo Nông nghiệp và Đài Tiếng nói Việt Nam tổ chức.
- Giải C cuộc thi truyện ngắn năm 1989-1990 của tạp chí Văn nghệ Quân đội với tác phẩm Xưa kia chị đẹp nhất làng.[3]
- Đoạt giải nhì trong cuộc thi viết "Tương lai vẫy gọi" của báo Thiếu niên Tiền phong cho câu truyện ngắn "Bức tranh của em gái tôi".
- Hai giải thưởng của Nhà xuất bản Kim Đồng cho hai tập truyện: Quả trứng vàng và Vó ngựa trở về.
- Giải thưởng văn học Thủ đô 2012 cho tập truyện ngắn Lãng du.

## Liên kết trong
- Tạ Duy Anh giữa lằn ranh thiện ác
- Khách mời TTC: Tạ Duy Anh[liên kết hỏng]
- Viết rất mệt, nhưng không viết còn mệt hơn!
- "Lão Khổ" ngao du
- Tạ Duy Anh - kẻ bước chưa qua lời nguyền
- Quyết liệt với chính mình
- Nhà văn Tạ Duy Anh: Được "vào" SGK - vừa hạnh phúc, vừa rắc rối!
- Nhà văn Tạ Duy Anh: "Cách dạy văn đang lạc hậu bậc nhất thế giới"